# 九五式野炮
九五式野炮是日本帝國陸軍在1930年代中制式化量產的野戰炮，它的技術取自於九十式野炮，但遷就陸軍野戰部隊編裝而性能降級的火炮。但很快地此款武器汰換了當時已經使用性能過時的改造型三八式野炮，成為日本陸軍野戰部隊主力野戰炮。

## 介紹

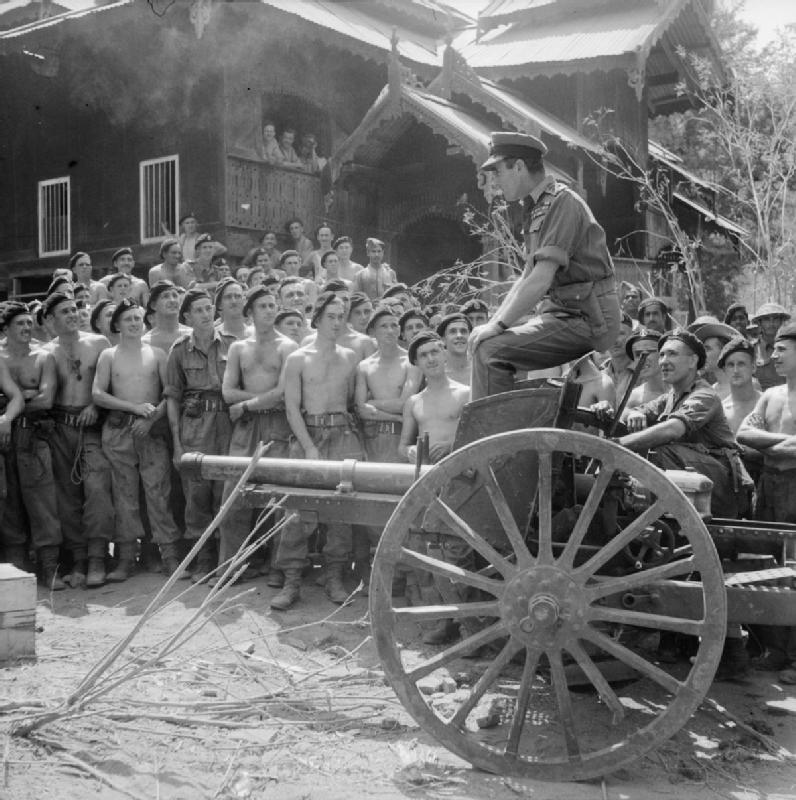
英軍繳獲九五式野炮

九十式野炮在1930年初期交由關東軍測評，並在中國大陸戰場進行多場實戰驗證後，雖然證明了火炮性能優秀，也證明了舊有以挽馬作為機動工具的炮兵無法有效使用這款武器，尤其對蘇聯的濱海邊疆區廣布的森林與沼澤環境更阻礙著部隊機動力，軍馬性能不如歐洲國家的日本更難克服重裝備野戰機動的需求。機械化雖然是對應這種新武器的最佳解答，但是在經濟大蕭條的時局下，日本並沒有經費讓野戰師全面更換為摩托化炮兵。但現役野戰炮的性能落伍卻也是迫在眉睫的問題，日本參謀本部在這時主導開發一款新火炮，它可以配合現役的改造型三八式野炮之獸力編裝，並讓野戰炮兵得到更遠射程的武器，雖然性能得劣於九十式野炮，但這是可以被接受的犧牲。
這個構想在昭和8年(1933)10月7日陸軍軍需審議會中正式提案，11月19日發布的陸密第608號公文下令試製。在昭和9年(1934)8月，2門試製炮出廠，測試初期發現制退複進機性能不足，影響炮擊精準度的狀況，原型炮隨後解繳給陸軍野戰砲兵學校測評，昭和10年1月在滿州國由關東軍野戰兵器廠進行冬季運用測評。改良版原型炮2門在昭和10年(1935)5月出廠，昭和11年(1936)1月運抵滿州國進行冬季測評，由於再度出現制退複進機的性能問題，因此再度進行改良，直到昭和12年(1937年)1月第三度測評時才驗收通過，公文正式制式化，並開始量產。
九五式野炮承襲改造型三八式野炮的後勤規格，為使用馬匹拖曳的傳統野戰炮。設計技術基礎是九十式野炮，但是它的火炮膛室是承襲三八式野炮系統，且續用與三八式相同的固定式裝藥炮彈，為此除了既有的彈藥外，大阪兵工廠又開發了專為其使用的九四式榴彈。所以九五式野炮使用的炮彈除了彈頭可以和當時的新型火炮互通，炮彈實際上無法共用。但這種降規版除了在製造成本上有顯著的下降，且在使用自緊炮身制程的炮身強度與九十式野炮同等，但因為初速降低，磨損減輕，火炮炮管壽命也大幅增加到16,000發，有利於降低後勤支出。
九五式野炮的量產時間在機動九十式野炮推出後，日本軍方在昭和20年提出的生產金額統計中，九五式野炮的產製金額至昭和17年(1942)仍有紀錄，其停產時間為1942年11月，雖然到1945年日軍提出計畫復產九五式野炮，但因日本戰敗，此量產計畫實際執行情形不得而知。而日本在量產此型火炮時，決定將野戰炮兵火力升級到105公厘榴彈炮，炮兵營編裝也調整為1個105榴彈炮連、2個75野炮連，每個連編制為4門野戰炮，標準狀況下，每個野戰步兵師會配備24門九五式野炮。而日本在與中華民國開戰前為17個常備師編制，需要408門火炮，但因為戰爭因素，實際上它的量產未能替換全部的改造型三八式野炮，量產至1942年11月時共有318門，含原型炮應該在320門左右。
盟軍情報研析單位在知道該武器時，他們很困惑九五式野炮為何會量產配備，因為從技術與性能上觀察它都不如之前產製的新武器。
日本投降後，中華民國國軍與中國人民解放軍接收的日降武器中也包括九五式野炮，但是數量極少，這些武器最後已知是配備給中國人民志願軍投入韓戰使用，並損失了4門。